# Paloma Tocci
Paloma Garrues Soubihe Tocci, más conocida como Paloma Tocci (São Paulo, 12 de julio de 1982), es una presentadora de televisión y periodista brasileña.

## Biografía
El apellido de Paloma tiene origen en Italia, herencia de los abuelos (Tòcci). Se graduó en periodismo por Faculdades Integradas Alcântara Machado. Estagió en Rede Bandeirantes, inicialmente en la redacción del periodismo, siguiendo después para el deporte. Trabajó como reportera deportiva en el programa Jogo Aberto (Juego Abierto) y en el programa Galera Gol, en la radio Transamérica Pop, de São Paulo. Ya pasó por el canal pagado BandSports y aún en Band actuó como reportera de los Juegos Panamericanos de 2007 y en los Juegos Olímpicos de 2008, donde fue electa por periodistas de todo el mundo la musa del Centro de Prensa de los Juegos Olímpicos de Pekín.
El 5 de abril de 2010, firmó contrato con RedeTV! después de haber recibido propuesta de la emisora, para el 19 de abril, asumir el comando de RedeTV! Esporte, sustituyendo a Flávia Noronha, que fue para TV Fama, además de haber presentado en la misma emisora, Belas na Rede. Después de dos años, regresó a Rede Bandeirantes, donde actúa como reportera y presentadora. Presentó el programa Deu Olé (Dio Olé) hasta el 16 de marzo de 2013. De lunes a viernes, pasó a conducir el programa Zoo, Café com Jornal (Café con Noticiero), esporádicamente Jogo Aberto y, a los domingos, Band Esporte Clube. Condujo también el programa De Primeira (De Primera), en la radio Bradesco Esportes FM.
Entró para la rotación de presentadores de Jornal da Band en 2014 y, el año siguiente, pasó a conducir el noticiero de forma fija con el periodista Ricardo Boechat, sustituyendo a Ticiana Villas Boas, que se cambió para SBT. Paloma se quedó en el noticiero hasta 1 de febrero de 2019, cuando fue anunciada la no renovación de su contrato con la emisora. En 2020, volvió a la emisora para presentar el bloque de deportes en Jornal da Band y Band Esporte Clube. Poco tiempo después, Paloma dejó de presentar solamente la parte deportiva del noticiero y pasó a conducirlo de manera general, junto a Joana Treptow, Lana Canepa y Eduardo Oinegue.
En octubre de 2024, Paloma cambió Band por Record, pasando a integrar el equipo deportivo de la emisora a partir de 2025. Su debut en la nueva emisora ocurrió el 27 de noviembre de 2024, en JR Esporte, segmento deportivo de Jornal da Record. Desde 19 de enero de 2025, Tocci también presenta Esporte Record, dividiendo la conducción del programa con Cléber Machado.

## Vida personal
Entre 2016 y 2020, Paloma estuvo casada con el empresario Felipe Maricondi. El 18 de junio de 2018 nació la primera hija de la pareja, llamada Maya.
En 2020, asumió públicamente el romance con el piloto Rubens Barrichello.